# مخطط برافر
مشروع برافر أو مخطط برافر - بيغن (بالإنجليزية: Prawer plan؛ بالعبرية: תכנית פראוור) قانون إسرائيلي أقره الكنيست يوم 24 حزيران/ يونيو 2013، بناء على توصيات لجنة حكومية برئاسة نائب رئيس مجلس الأمن القومي السابق إيوهد برافر عام 2011 لتهجير سكان عشرات القرى الفلسطينية من صحراء النقب جنوب فلسطين، وتجميعهم في ما يسمى «بلديات التركيز»، حيث تم تشكيل لجنة برافر لهذا الغرض. ويعتبر الفلسطينيون هذا المشروع وجها جديدا لنكبة فلسطينية جديدة، لأن إسرائيل ستستولي بموجبه على أكثر من 800 ألف دونم من أراضي النقب وسوف يهجر 40 ألفا من بدو النقب وتدمير 38 قرية غير معترف بها إسرائيليا. إلا أن إسرائيل قد تراجعت عن هذا المشروع في كانون الأول/ ديسمبر 2013، نتيجة للضغوط الشعبية العربية داخل الخط الأخضر.

## تاريخ

تهجير الفلسطينيين من الفالوجة، النقب بعد النكبة عام 1948.

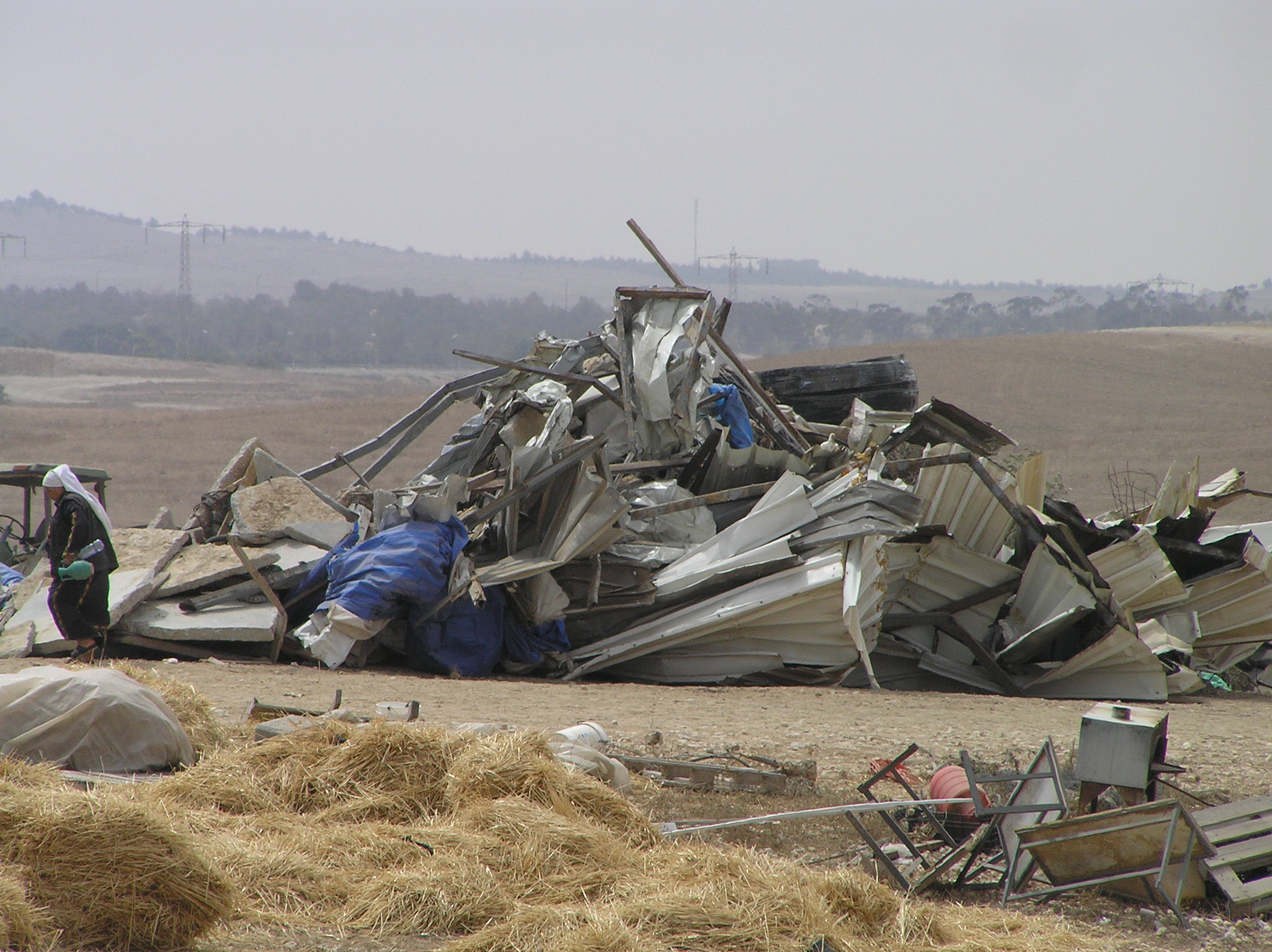
بيت مهدم في قرية العراقيب في النقب، 2010.

انتهجت السطات الإسرائيلية في النقب، ومنذ عام 1948 كل الوسائل وطرق التهجير القسري لتحصر من بقي في أرضه من سكان النقب بعد النكبة، في أصغر مساحة من الأرض تمهيدًا للاستيلاء على معظم أراضيه. وعليه فقد دفعت إسرائيل بمن تبقى بعد النكبة من فلسطينيين إلى مناطق ذات مساحات صغيرة جدًا، وذلك لتفريغ أراضيهم منهم أو «تنظيفها» كما تسميها إسرائيل. سُميت هذه المنطقة «السياج» وفُرض على كل من كان فيها الحكم العسكري من عام 1952 وحتى عام 1968، وهو العام الذي بدأت فيه السلطات الإسرائيلية ما يسمى بـ «بلديات التركيز»، وهي تجمعات حضرية مفتعلة، هدفت إسرائيل من تأسيسها إلى حشر وحصر من تبقى من سكان النقب الفلسطينيين، بعد تهجير ما يزيد عن 90% من أصل 80 ألف عربي فلسطيني في عام النكبة، لتحويلهم من فئة منتجة في قطاع الزراعة وتربية الماشية إلى عمال مياومة يخدمون قطاع الصناعة والخدمات في إسرائيل. عدد هذه البلديات 7 وهي: تل السبع، رهط، كسيفة، شقيب السلام، اللقية، حورة وعرعرة. وقد صادق الكنيست في القراءة على قانون «برافر-بيغين» في 24 حزيران/ يونيو 2013 بأغلبيّة 43 مؤيّد للقانون مقابل 40 معارض.

## ردود الفعل الدولية
- الأمم المتحدة - نشرت اللجنة الأممية للقضاء على التمييز العرقي تقريرها السنوي الذي تصدر من خلاله جملة توصيات يتم اتخاذها بناءً على معلومات تقدم للجنة من قبل الدول ومن قبل مؤسسات غير حكومية. وقد تطرقت اللجنة في توصياتها لمخطط برافر وأبدت اللجنة مخاوفها من تنفيذ هذا المخطط وقد استندت في ذلك إلى معلومات وتقرير مفصل كان قد بعث به منتدى تعايش السلمي في النقب للمساواة المدنية إلى اللجنة قبل فترة.[6]
- الاتحاد الأوروبي - أعرب عدد من أعضاء البرلمان الأوربي عن قلقهم الشديد بخصوص مخطط برافر.[7] كما أصدرت المفوضية الأوروبية تقريرها المرحلي السنوي حول تنفيذ الشراكة الأوروبية الإسرائيلية (تقرير السياسات للدول المجاورة الشريكة)، حيث أشار التقرير إلى أن التطوّر بما يخص الجماهير العربية داخل إسرائيل جاء محدودا، وأن حقوق الجماهير العربية لا زالت محدودة خلال العام 2011.[8]
- السلطة الفلسطينية - قالت الحكومة الفلسطينية المُقالة في غزة إن مخطط «برافر» الهادف إلى تهجير أهالي النقب المُحتل غير شرعي، كونه يستمد شرعيته من الاحتلال الذي «لا أصل له ولا شرعية»، مشددة أنها تدعم مقاومته بكل الوسائل.[9]
- الأردن - أعرب مجلس النواب الأردني في بيان له عن ادانته لهذا المخطط، ودعا المجتمع الدولي وبخاصة المجالس النيابية والتشريعية إلى إدانة واستنكار هذا القانون والضغط على إسرائيل للعودة وعنه وعدم تطبيقه.[10]
- سوريا - صرح الناطق باسم وزارة الخارجية السورية بإن سوريا تدين بأشد العبارات مخطط «برافر بيجن» الذي يقضي بمصادرة إسرائيل لأراض فلسطينية، وتعتبره انتهاك صارخ للقانون الدولي.[11]

## إلغاء المشروع
أعلن رئيس الوزراء الإسرائيلي بنيامين نتنياهو عن الغاءه لمخطط برافر في 12 كانون الأول/ ديسمبر 2013، بعد تعرضه لضغوط شعبية شديدة من المواطنين العرب، والأحزاب اليسارية والعربية داخل الخط الأخضر.

## وصلات خارجية
- دراسة عن مخطط برافر | مركز الناطور
- قانون برافر... نكبة فلسطينية جديدة | الجزيرة مباشر
- حملة ضد مخطط برافر العنصري